# Jasione cavanillesii
Jasione cavanillesii är en klockväxtart som beskrevs av Carlos Vicioso Martinez. Jasione cavanillesii ingår i släktet blåmunkssläktet, och familjen klockväxter. Inga underarter finns listade i Catalogue of Life.